# هانس سلیه
هانس سلیه (مجاری: Selye János؛ زاده ۲۶ ژانویهٔ ۱۹۰۷ درگذشته ۱۶ اکتبر ۱۹۸۲) یک دانشمند اهل کانادا بود.
وی پایه‌گذار پژوهش‌های علمی درباره‌ی پدیده‌ی استرس بوده است. وی از نخستین دانشمندانی است که رابطه‌ی بین استرس و بیماری‌ها را دقیقاً توجیه کرده است.